# Pseudantechinus roryi
El falso antequino de Tan (Pseudantechinus roryi) es una especie de marsupial dasiuromorfo de la familia Dasyuridae endémica de Woodstock Station en Australia Occidental.